# Méaulte
Méaulte és un municipi francès situat al departament del Somme i a la regió dels Alts de França. L'any 2007 tenia 1.316 habitants.

## Demografia

### Població
El 2007 la població de fet de Méaulte era de 1.316 persones. Hi havia 506 famílies de les quals 92 eren unipersonals (36 homes vivint sols i 56 dones vivint soles), 165 parelles sense fills, 217 parelles amb fills i 32 famílies monoparentals amb fills.
La població ha evolucionat segons el següent gràfic:
Habitants censats

### Habitatges

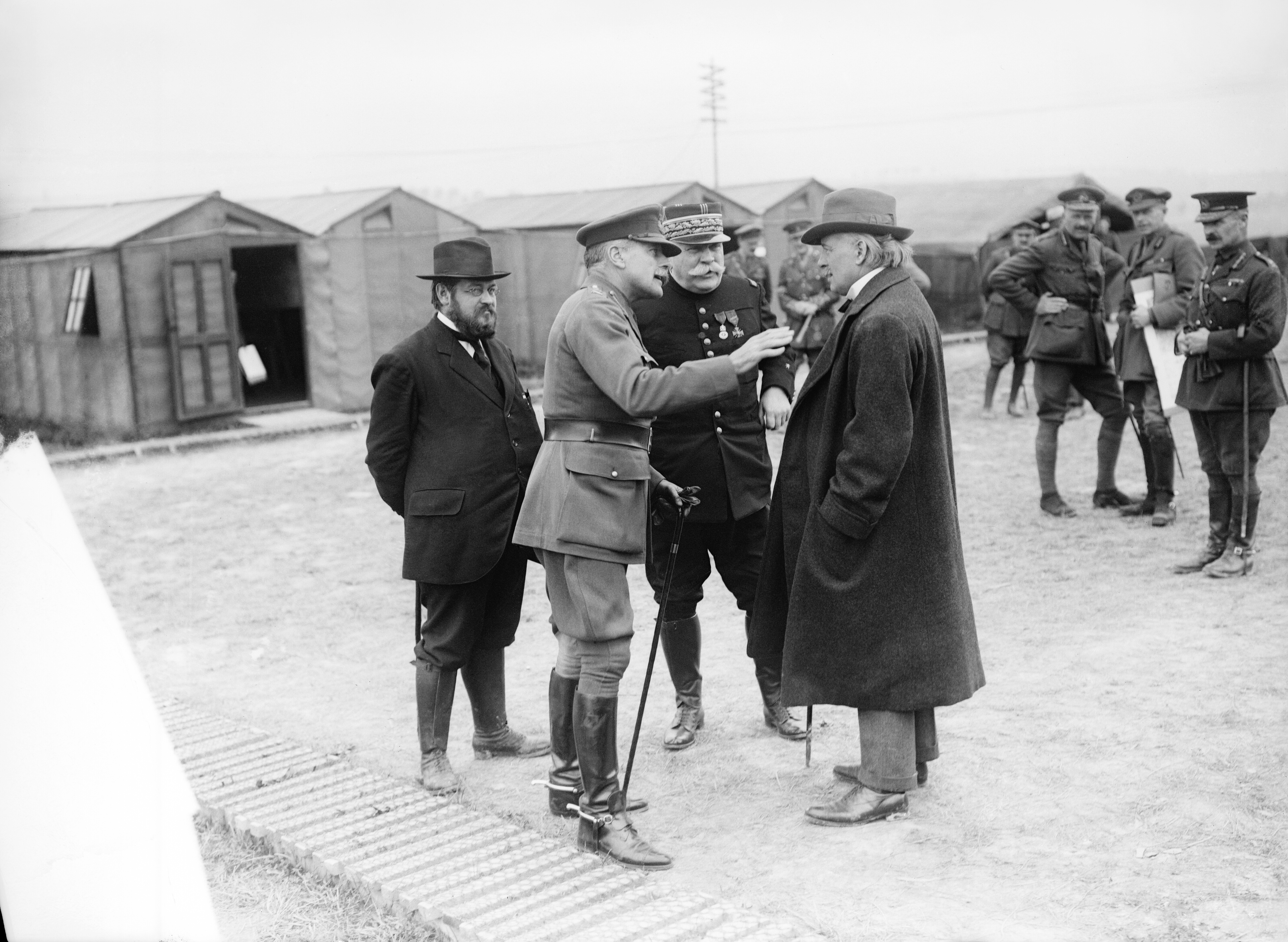

El 2007 hi havia 552 habitatges, 505 eren l'habitatge principal de la família, 8 eren segones residències i 39 estaven desocupats. 542 eren cases i 9 eren apartaments. Dels 505 habitatges principals, 421 estaven ocupats pels seus propietaris, 75 estaven llogats i ocupats pels llogaters i 8 estaven cedits a títol gratuït; 2 tenien una cambra, 15 en tenien dues, 62 en tenien tres, 155 en tenien quatre i 271 en tenien cinc o més. 383 habitatges disposaven pel capbaix d'una plaça de pàrquing. A 226 habitatges hi havia un automòbil i a 230 n'hi havia dos o més.

### Piràmide de població
La piràmide de població per edats i sexe el 2009 era:
| Homes | Edats   | Dones |
| ----- | ------- | ----- |
| 0     | 95 o +  | 0     |
| 4     | 90 a 94 | 0     |
| 8     | 85 a 89 | 8     |
| 0     | 80 a 84 | 16    |
| 12    | 75 a 79 | 24    |
| 32    | 70 a 74 | 20    |
| 24    | 65 a 69 | 28    |
| 16    | 60 a 64 | 8     |
| 36    | 55 a 59 | 32    |
| 36    | 50 a 54 | 68    |
| 104   | 45 a 49 | 60    |
| 32    | 40 a 44 | 60    |
| 32    | 35 a 39 | 36    |
| 32    | 30 a 34 | 24    |
| 60    | 25 a 29 | 36    |
| 68    | 20 a 24 | 40    |
| 56    | 15 a 19 | 68    |
| 52    | 10 a 14 | 44    |
| 16    | 5 a 9   | 40    |
| 28    | 0 a 4   | 8     |

## Economia

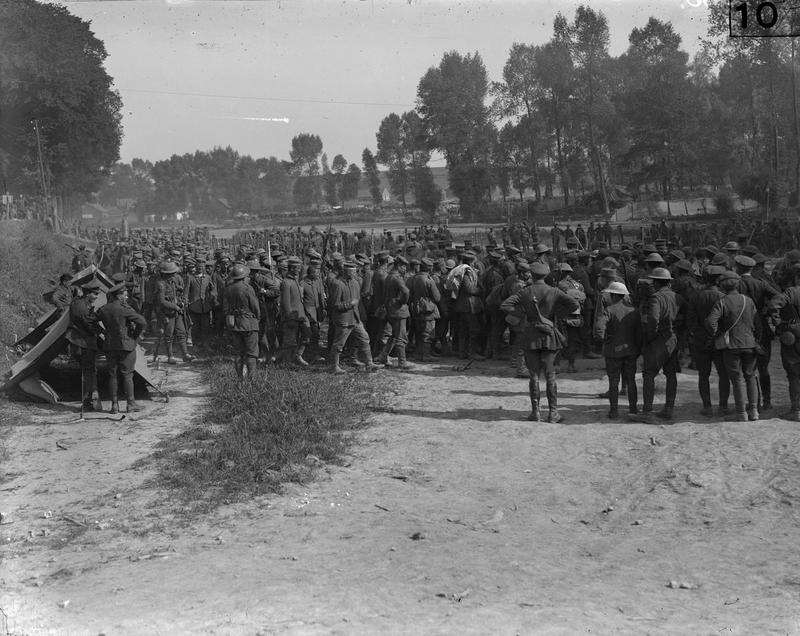

El 2007 la població en edat de treballar era de 900 persones, 650 eren actives i 250 eren inactives. De les 650 persones actives 593 estaven ocupades (345 homes i 248 dones) i 56 estaven aturades (22 homes i 34 dones). De les 250 persones inactives 63 estaven jubilades, 89 estaven estudiant i 98 estaven classificades com a «altres inactius».

### Ingressos
El 2009 a Méaulte hi havia 521 unitats fiscals que integraven 1.318 persones, la mediana anual d'ingressos fiscals per persona era de 18.665 €.

### Activitats econòmiques
Dels 39 establiments que hi havia el 2007, 1 era d'una empresa alimentària, 1 d'una empresa de fabricació d'elements pel transport, 3 d'empreses de fabricació d'altres productes industrials, 6 d'empreses de construcció, 10 d'empreses de comerç i reparació d'automòbils, 5 d'empreses de transport, 3 d'empreses d'hostatgeria i restauració, 2 d'empreses financeres, 1 d'una empresa immobiliària, 1 d'una empresa de serveis, 5 d'entitats de l'administració pública i 1 d'una empresa classificada com a «altres activitats de serveis».
Dels 8 establiments de servei als particulars que hi havia el 2009, 1 era una oficina de correu, 1 taller de reparació d'automòbils i de material agrícola, 1 fusteria, 1 lampisteria, 2 electricistes, 1 empresa de construcció i 1 restaurant.
Dels 3 establiments comercials que hi havia el 2009, 1 era un hipermercat, 1 una botiga de menys de 120 m² i 1 una fleca.
L'any 2000 a Méaulte hi havia 10 explotacions agrícoles que ocupaven un total de 504 hectàrees.

## Equipaments sanitaris i escolars
El 2009 hi havia una escola elemental. Méaulte disposava d'un liceu tecnològic amb 55 alumnes.

## Poblacions més properes
El següent diagrama mostra les poblacions més properes.